# Allwetterbad (Osterholz-Scharmbeck)
Das Allwetterbad in Osterholz-Scharmbeck ist ein modernisiertes ehemaliges Freibad und als Allwetterbad die erste Teleskophalle für Schwimmbäder in Deutschland, die nach niederländischem Vorbild errichtet wurde.

## Geschichte

### Vorgeschichte
Nach der wirtschaftswissenschaftlichen Theorie hat ein Mittelzentrum wie Osterholz-Scharmbeck auch ein Schwimmbad bereitzustellen.
Die Anfänge des Badewesens reichen weit zurück. Die Hamme, Beek und die Lehmkuhlen in Settenbeck hatte man schon sehr lange als beliebte Badeplätze genutzt; für Nichtschwimmer standen der Scharmbecker Bach, der „Fankstaken“ in Osterholz und der Wienbeck in Lintel zur Verfügung. Die erste „künstliche“ Badeanstalt (Badestelle) entstand vor rund 125 Jahren im „Sandbecken-Bruch“ oberhalb von Gut Sandbeck, wo es einige Umkleidekabinen und sogar ein Sprungbrett gab.
1908 errichtet der Maurermeister Torbohm auf seinem Grundstück in der „Bördestraße“ eine Badeanstalt. Sie musste 1935 aus hygienischen Gründen schließen, da sie ihr Wasser direkt aus dem Scharmbecker Bach bezog.
1926 entstand an der Straße „Am Deich“ am alten Teich der „Röhrichtenschen Kornmühle“ eine Badeanstalt. Dieses Badehaus wurde durch eine britische Bombe am Anfang des Zweiten Weltkrieges zerstört und nicht wieder hergerichtet.
Das angehörige Badehaus mit massiven Wannenbädern und Brausen machte die Stadt als Eigentümer offiziell 1977 zu, nachdem es bereits längere Zeit außer Betrieb war.
Mit der Zunahme des Schwimmsports in den ersten Nachkriegsjahren musste man eine Lösung finden. Bei „Tietjens Hütte“ wurden deshalb zwei Pontons derartig verankert, dass eine abgesperrte Schwimmfläche von 50 m × 10 m entstand; die größere und bewachsene Uferfläche diente als Nichtschwimmerbereich. An Land traten bald Sanitär- und Umkleidebaracken hinzu. Die Badeaufsicht übernahm die DLRG-Ortsgruppe-Osterholz-Scharmbeck ehrenamtlich.
Bevor sich dieses „amtliche Provisorium“ zu einer richtigen Badeanstalt entwickeln konnte, musste es 1953 ebenfalls geschlossen werden, da sich die Wasserqualität der Hamme durch Kolibakterien verschlechtert hatte. Insbesondere für den aufstrebenden Schwimmsport war das regelrecht katastrophal; eine Versammlung des Bürgervereins bildete 1955 einen „Arbeitsausschuss Schwimmbad“, der eine Spendenaktion veranstaltete.
Bereits 1956 konnten auf dem erworbenen Gelände „Am Barkhof“ die Bauarbeiten beginnen und im Juni 1957 wurde das Freibad in Betrieb genommen, welches die Grundlage des heutigen Allwetterbades bildet.
Die Anlage ist auch nach heutigen Maßstäben als großzügig zu bewerten:
- 50 Meter × 21 Meter breites Schwimmbecken (8 Bahnen)
- angegliedertes Springbecken mit 10-Meter-Turm, 3-Meter-Brett und 1-Meter-Brett. Da sich die 10-m-Plattform unmittelbar über der 5-Meter-Plattform befand, war sie in der Regel – auch wegen des hohen Verletzungsrisikos – gesperrt.
- großes Nichtschwimmerbecken und kleines Planschbecken
- 1000 m² Liegewiese

Um die Nutzungszeit des Freibades um zwei Monate auszudehnen, wurde 1967 eine Wassererwärmungsanlage eingebaut. Als Energielieferant dient das Blockheizwerk, das die umliegenden Schulen beheizt.
Trotz dieser Maßnahme kamen in den 1970er Jahren Pläne zur Errichtung eines 25-Meter-Hallenbades auf. Allerdings fehlte die finanzielle Grundlage, da etwa 4,5 Millionen Deutsche Mark an Baukosten veranschlagt wurden. Eine derartige Schwimmhalle errichtete dann die Nachbargemeinde Hambergen.
Als Alternativ- und Übergangslösung wurde deshalb ab 1972 für 750.000 DM das 50-Meter-Schwimmbecken unter Ausschluss des Sprungturms im Winter mit einer weißen Traglufthalle (Volksmund: „Moby Dick“) überspannt und damit zu einem Traglufthallenbad. Für die Nichtschwimmer entstand ein kleines Becken im Kopfbereich der Traglufthalle.
Diese Lösung hatte einen Planungshorizont von zehn Jahren, erweiterten eine Sauna mit Wannenanlage und eine modernisierte Wasseraufbereitungsanlage das Umfeld. Die Pläne mussten allerdings beschleunigt werden, da im Spätherbst 1977 (Orkanherbst in Deutschland) ein Unwetter die Traglufthalle irreparabel beschädigte.

### Allwetterbad
Am 14. März 1977 beschloss der Stadtrat den Bau einer beweglichen „Teleskophalle“ nach niederländischem Vorbild; Bürger der Stadt waren im Sommer 1978 zu einer Busfahrt in die Niederlande eingeladen, um eine derartige Konstruktion in Betrieb besichtigen zu können.
Die dreiteilige Teleskophalle wurde 1979 errichtet; sie umspannt das Gebiet der alten Traglufthalle, aber diesmal fand auch der 10-m-Sprungturm Platz in der Halle.
Allerdings konnte die 10 Meter Plattform des Turms bei geschlossener Halle nicht benutzt werden, da die Hallendecke die Plattform nur um etwa 1 m überragt und die Geländer deshalb niedergelegt werden mussten, um das Halledach zu schließen. Da das alte Becken lediglich neu ausgemauert und der Wasserspiegel angehoben wurde, um den Wasseraustausch nun durch Überlauf zu gewährleisten, hätte sich außerdem die Notwendigkeit ergeben, bei Sprungwettbewerben den Wasserstand um etwa 10 cm abzusenken.

### Ausgliederung
Wegen der starken Kostenbelastung übergab die Stadt das Bad 1993 den Stadtwerken. Eine notwendige Renovierung des Beckens wurde genutzt, um es bis Mitte 1997 in ein „Spaßbad“ umzubauen. Allerdings stieß die Maßnahme auf größere Skepsis in der Bevölkerung; im Gegensatz zu den vorherigen Baumaßnahmen gab es diesmal keine Initiativen oder Befragungen der Bürger bzw. wurde um die Unterstützung geworben. Es wurde eine drastische Preiserhöhung befürchtet; außerdem würde ein wirtschaftlich defizitäres Bad letztendlich durch die Strom-, Gas- und Abwasserpreise subventioniert, so dass die Bevölkerung nicht nur erhöhte Eintrittspreise, sondern auch mehr an die Stadtwerke zu entrichten hätte.
Die Bauphase und damit Ausfallzeit lag bei fast zwei Jahren: das „ursprüngliche“ Freibad selbst hatte eine Bauzeit von 13 Monaten gehabt.

### Weitere Umbauten und Sanierungen
Anfang der 2000er Jahre wurde der Turm auf eine Sprunghöhe von 5 m gekürzt, um seine Statik und die Sicherheit in der Sprunggrube zu verbessern, weshalb auch das danebenstehende eigenständige 3-m-Sprungbrett Brett verschwand, da es zu nahe am Beckenrand stand. Von den ursprünglich acht-50-m-Bahnen verblieben drei, wodurch der Standort als sportlichen Wettkampfstätte sehr stark eingeschränkt wurde.
Ziel des Ausbaus war es, den kommerziellen Erfolges des Bades sicherzustellen, indem auch durch eine neue Wasseraufbereitungsanlage zukünftige Kosten gesenkt werden sollten. Neubauten ersetzten die gesamten alten Vorbauten. Das bisherige Außenschwimmbecken für Kleinkinder wurde ersetzt; außerdem wurde ein Durchschwimmbecken errichtet, das durch einen Tauchtunnel sowohl innen als auch außerhalb der Halle genutzt werden kann. Das Kleinschwimmbecken war auf ähnliche Weise durch einen Tunnel -allerdings über Wasser- verbunden, der sich später als unfallträchtig erwies und aus Sicherheitsgründen geschlossen wurde.
Um den Wellnessbereich zu stärken, wurde ein Kneippbecken und verschiedene Wassermassageplätze an diversen Plätzen der Becken integriert. 2006 musste auf Grund eines Unfalls die Sprunggrube saniert werden – ein Turmspringer hatte sich an der Übergangskante zum Schwimmbereich unter Wasser verletzt.
2017 wurde eine erneute 8-monatige Sanierung – geplant waren sechs Monate – vorgenommen, die rund 2,5 Mio. Euro kostete. Insbesondere wurde diesmal die Schienenbahnen der 500-t-schweren Teleskophalle saniert. Bei den Umbauten wurden neue Richtlinien für Brandschutz umgesetzt. Um die Energiebilanz zu verbessern wurde auf LED-Technik umgerüstet und der Tauchtunnel von einem Außen- zu einem Innenbecken kann nun durch ein Tor auch Unterwasser energiesparend verschlossen werden.
Die gesamten Fliesen wurden ausgetauscht und ein neuer Gefälleplan realisiert, um zukünftig das Schleppwasser der Badegäste besser ableiten zu können. Dabei wurde das seit dem letzten Umbau realisierte Farbschema aus Weiß, Blau und Türkis der Wände durch gedeckte Rot-, Grau- und Blautöne ersetzt; Bodenfliesen und Kassenbereich sind jetzt beige. Duschzuleitungen und Duschköpfe werden nun außerhalb der Öffnungszeiten durch ein automatisches Heißwassersystem desinfiziert.

## Zahlen
2008 besuchten 357.454 Gäste das Allwetterbad: 300.121 entfielen dabei auf den Schwimmbetrieb, wodurch der Rekord von 2003 gebrochen wurde. Gegenüber 2007 war dies eine Steigerung von 1,8 % (+ 5.909 Besucher). Davon waren 72.695 Teilnehmer sportlicher Gruppen, die das Allwetterbad als Sportanlage nutzen. Auf die Sauna entfielen 37.333 Besucher, was einer Steigerung von 2,7 % (+ 975) auf 2007 bedeutete. Die Anlage wurde 2008 von einem Schwimmmeister mit zwanzig weiteren Angestellten betrieben. Das in die Anlage integriertes Fitnessstudio „Balance“ wurde von 72.695 Besuchern frequentiert.

### Zeitungen
- „Neustart nach acht Monaten“ von Heiko Bosse im Hamme-Report vom 3. September 2017 S.2